# 森光昭
森 光昭（もり みつあき）（1941年6月26日 - 2017年2月16日）は、日本のドイツ文学者。熊本大学名誉教授・顧問、元副学長、理事。同大学における男女共同参画を推進し、他大学でも講演を行っている。正四位、瑞宝中綬章。

## 経歴
長崎県立長崎東高等学校を経て、1965年東京大学文学部独語独文学科卒業後、1967年同大学大学院文学研究科独語独文学専攻修了。1967年金沢大学法文学部助手、1968年同講師を経て、1970年に熊本大学へ異動、教養部講師となる。1972年同助教授、1980年同教授を経て、1997年法学部教授。
1992年に日本独文学会西日本支部長を務めるなど研究に取り組む傍ら、1998年10月から2000年4月まで熊本大学学生部長、2000年4月から同年11月まで初めて設置された副学長を務めた。2006年から同大学を運営する国立大学法人熊本大学の理事となり、人事労務のほか男女共同参画を担当し、女性研究者の支援に向けた取り組みを学内で主導した。
2011年に定年退官、名誉教授。
2017年2月16日、胃がんのために死去。75歳没。没後に正四位に追叙された

## 著書

### 共著
- 森光昭、田中雄次、嘉野隆太『ドイツ語文法の基本』白水社、2003年。ISBN 978-4560013816。

### 翻訳
- フリードリヒ・ルートヴィヒ・ヴァイディヒ 著、森光昭 訳『革命の通信―ヘッセンの急使』イザラ書房、1971年。 NCID BN05432686。

## 論文
- CiNii>森光昭